# Udomlja
Udomlja (rusky Удомля) je město v Tverské oblasti v Ruské federaci. Při sčítání lidu v roce 2010 mělo přes jednatřicet tisíc obyvatel.

## Poloha
Udomlja leží na jižním břehu jezer Udomlja a Pesvo. Je vzdálena 290 kilometrů severozápadně od Moskvy a 225 kilometrů severozápadně od Tveru.

## Dějiny
Sídlo zde bylo založeno v roce 1869 u stanice Troica na trati z Rybinsku do Ventspilsu a bylo nazýváno podle stanice. V roce 1904 bylo přejmenováno na Udomlju. V roce 1961 získalo status sídlo městského typu a od roku 1981 je městem.

### Rodáci
- Oleg Grigorjevič Makarov (1933–2003), konstruktér a kosmonaut

## Průmysl
Severovýchodně od města se nachází Kalininská jaderná elektrárna o výkonu 4000 MW.